# Gaultheria mundula
Gaultheria mundula är en ljungväxtart som beskrevs av Ferdinand von Mueller. Gaultheria mundula ingår i släktet Gaultheria och familjen ljungväxter.

## Underarter
Arten delas in i följande underarter:
- G. m. setifolia
- G. m. tanythrix